# Кажымукан (ледокольно-буксировочный катер)
«Кажымука́н» (каз. Қажымұқан) — казахстанский ледокольно-буксировочный катер береговой охраны Казахстана. Назван в честь казахского борца Кажымукана Мунайтпасова. Первое судно данного класса в составе береговой охраны Казахстана. Бортовой номер — 513.

## Характеристики
Ледокольно-буксировочный катер проекта 3092 «Кажымукан» предназначен для обеспечения безопасности судоходства, проводки судов в сплошном льду толщиной до 30 сантиметров и прохождения мелкобитого разреженного льда толщиной до 55 сантиметров, а также несения патрульной службы на реках, водохранилищах и северной части Каспийского моря.
В качестве главной силовой установки на катере применены два дизельных двигателя фирмы Deutz, мощностью по 240 кВт каждый.
Небольшая осадка судна позволяет подходить к необорудованным берегам, островам, на которых находятся отдельные пограничные подразделения Береговой охраны Казахстана.
На «Кажымукане» предусмотрены водопожарная система для тушения пожаров на других судах или объектах, кормовое и носовое буксирные устройства. Катер оснащён современным штурманским навигационным оборудованием.
Стоимость ледокола составила 1 млрд тенге.

## Служба
Заказ на разработку и строительство ледокольно-буксировочного катера в АО «НИИ „Гидроприбор“» Региональным управлением береговой охраны Пограничной службы КНБ РК было размещено в 2014 году. Спуск на воду состоялся в мае 2016 года. Постройка катера была завершена в ноябре того же года, после чего были начаты ходовые испытания.
Заключительный этап пусконаладочных работ по вводу в эксплуатацию судна в речном порту Атырау проводился специалистами завода «Зенит».
Судно выполняет рутинные операции по обеспечению безопасности судоходства в казахстанском секторе Каспия. Ледовая проводка в бухте Баутино, где базируется 2-й дивизион пограничных кораблей и судов, осуществляется ежегодно в период с середины января по конец февраля. Выполняет патрулирование, борьбу с браконьерством.
В 2019 году выполнил буксировку из Уральска в порт Курык пункта маневренного базирования «Абай».

## Командиры корабля
- капитан-лейтенант Дамир Икбаев[4]
- старший лейтенант Михаил Рязанцев[4]